# Michał Kalecki
Michał Kalecki (ur. 22 czerwca 1899 w Łodzi, zm. 17 kwietnia 1970 w Warszawie) – polski ekonomista, profesor Zakładu Nauk Ekonomicznych Polskiej Akademii Nauk i Szkoły Głównej Planowania i Statystyki, członek rzeczywisty PAN.

## Życiorys

### Młodość
Był synem Abrama Kaleckiego i Klary Kaleckiej, z domu Segałły. Rodzice byli narodowości żydowskiej, nie praktykowali religijnie, on sam nie uważał się za Żyda. Jego ojciec był do 1913 właścicielem przędzalni, po jej likwidacji pracował jako księgowy, zm. w 1933.
Kiedy miał 10 lat, matka zostawiła jego ojca, on sam pozostał przy ojcu. Od 1910 był uczniem Prywatnego Gimnazjum Męskiego Mieczysława Witanowskiego w Łodzi (przemianowanym w 1915 na Gimnazjum Filologiczne). Tam w 1917 zdał egzamin maturalny i w tym samym roku rozpoczął studia na Politechnice Warszawskiej. W 1919 został powołany do Wojska Polskiego, odbywał służbę w batalionie telegraficznym we Lwowie. W lutym 1920 zapisał się na studia matematyczne na Wydziale Filozofii Uniwersytetu Warszawskiego, jednak w lutym 1921 przeniósł się na Politechnikę Gdańską. W tym samym roku został zwolniony ze służby wojskowej w stopniu starszego szeregowego. Studia te przerwał w 1925 i powrócił do Łodzi. Tam początkowo pracował jako korepetytor oraz w agencji tzw. Wywiadu kredytowego. Od 1927 mieszkał w Warszawie, tam m.in. do 1929 wykonywał prace projektowe dla Polskiego Towarzystwa Budowlanego. W 1927 debiutował na łamach „Przeglądu Gospodarczego” artykułem „Zbliżenie gospodarcze amerykańsko-rosyjskie a Polska”. Publikował też m.in. w czasopismach „Przegląd Polityczny” i „Przemysł i Handel“, komentując bieżącą sytuację ekonomiczną, a także analizując rynki surowców i kartele surowcowe. Od 1 grudnia 1929 pracował w Instytucie Badań Koniunktur Gospodarczych i Cen w Warszawie, którego dyrektorem był Edward Lipiński. Został zatrudniony na stanowisku konsultanta do spraw karteli zajmował się początkowo specjalistycznymi badaniami statystycznymi, prowadził badania nad obrotami handlowymi i kartelami gospodarczymi (został kierownikiem referatu karteli). Współpracował z Janem Wiśniewskim i Ludwikiem Landauem. Z tym ostatnim opublikował m.in. broszury Szacunek dochodu społecznego w r. 1929 (wyd. 1934) i Dochód społeczny w r. 1933 i podstawy badań periodycznych nad zmianami dochodu (wyd. 1935). Od 1931 publikował pod pseudonimem „Henryk Braun” w „Przeglądzie Socjalistycznym” (zamkniętym w 1932), tam poruszał kwestie natury kryzysu kapitalizmu oraz polityki gospodarczej władz wobec recesji. W latach 30. podjął badania nad cyklami koniunkturalnymi. W 1932 opublikował w „Polityce Gospodarczej” artykuły Koniunktura a inflacja i Wpływ kartelizacji na koniunkturę, w 1933 w tym samym piśmie Nakręcanie koniunktury światowej, wreszcie w formie odrębnej broszury Próba teorii koniunktury (wyd. 1933). Swoje badania przedstawił w 1933 na zebraniu Econometric Society w Lejdzie.
W 1930 poślubił Adelę Szternfeld. Szwagrem Michała Kaleckiego był Ary Sternfeld, jeden z pionierów kosmonautyki, astronautyki.

### Lata poza Polską
Pod koniec 1935 roku, dzięki rekomendacji Edwarda Lipińskiego otrzymał stypendium od Fundacji Rockefellera (200 dolarów miesięcznie), które pokrywało koszty pobytów naukowych za granicą. W styczniu 1936 przyjechał z żoną do Sztokholmu, gdzie spotkał się m.in. z Gunnarem Myrdalem. W czasie pobytu tamże przeczytał opublikowaną wówczas „Ogólną teorię zatrudnienia, procentu i pieniądza” Johna M. Keynesa. Zdecydował się wówczas kontynuować badania w Wielkiej Brytanii, uważając, że tam rodzi się nowa teoria kapitalizmu.
Od kwietnia 1936 mieszkał z żoną w Londynie. Tam początkowo uczęszczał na seminarium badawcze Lionela Robbinsa w London School of Economics. W tym samym roku opublikował recenzję „Ogólnej teorii” Keynesa w piśmie Ekonomista, nazywając ją zwrotnym punktem w historii ekonomii, zajął się w niej jedynie kwestią zatrudnienia, pomijając teorię stopy procentowej i pieniądza. Zaprzyjaźnił się z Joan Robinson i dzięki niej znalazł się w kręgu uczonych skupionych wokół Keynesa. W redagowanym przez Keynesa czasopiśmie „Economic Journal” opublikował w 1937 artykuł A Theory of Commodity, Income and capital Taxation. W późniejszych latach uważał, że swoimi pracami wyprzedził Keynesa i przed nim sformułował zasadnicze elementy zawarte później w „Ogólnej teorii”.
Wciąż przebywając za granicą zrezygnował pod koniec 1936 z etatu w Instytucie Badań Koniunktur Gospodarczych i Cen, protestując publicznie w prasie przeciwko zwolnieniu z pracy tamże Ludwika Landaua i Marka Breita (zwolniono ich za krytyczny wobec polityki monetarnej Eugeniusza Kwiatkowskiego artykuł). Ze stypendium Fundacji Rockefellera korzystał do końca 1937. W tym czasie publikował, odbył też wyjazdy naukowe do Oslo i Paryża. Jesienią 1937 zamieszkał w Cambridge. Od tego czasu jego brytyjscy przyjaciele próbowali znaleźć dla niego miejsce pracy (utrudnieniem był brak płynności w mówionej angielszczyźnie oraz brak dyplomu wyższej uczelni). Ostatecznie pod koniec 1938 został pracownikiem Cambridge Research Scheme – jednostki badawczej Narodowego Instytutu Badań Ekonomicznych i Społecznych (niezależnego od Uniwersytetu Cambridge), tam prowadził badania statystyczne. Od 1938 pracował nad polskim przekładem „Ogólnej teorii” Keynesa (przetłumaczył ostatecznie 18 pierwszych rozdziałów). W 1939 opublikował zbiór Essays in Theory of Economic Fluctuaction. Jego prace zaczęto cytować częściej w okresie II wojny światowej, po tym jak J.M. Keynes przyznał, że prace Kaleckiego dotyczące zagadnienia płac trafnie rozwijają niektóre kwestie z „Ogólnej teorii”.
Pod koniec 1939 w związku z zakończeniem projektu badawczego w Cambridge wyjechał do Oxfordu. Na początku 1940 przygotował raport What Germany Can Get Out of Poland poświęcony skutkom gospodarczym okupacji Polski. Od początku tegoż roku pracował w Oksfordzkim Instytucie Statystyki. Tam zajmował się m.in. analizami bieżącej polityki gospodarczej, kwestią reglamentacji towarów, badał zagadnienie postępu technicznego jako czynnika wpływającego na wydajność pracy, rozwijał także teorię zysków, pracował nad rola pieniądza w finansowaniu kapitalizmu. W 1943 opublikował zbierający te badania tom Studies in Economic Dyamies. Przez pierwsze dwa miesiące 1945 przebywał we Francji, gdzie doradzał Pierre Mendèsowi France’owi w sprawie reglamentacji towarów Z pracy w OIS odszedł w marcu 1945, zawiedziony pominięciem go przy wyborze nowego dyrektora jednostki. W marcu 1945 wyjechał z żoną do Montrealu, gdzie został zatrudniony w Międzynarodowej Organizacji Pracy. Zajmował się tam problemami powojennej odbudowy, pełnym zatrudnieniem i inflacją. W sierpniu 1946 przyjechał na krótko do Polski. Dla Hilarego Minca i Jakuba Bermana napisał wówczas artykuły poświęcone racjonowaniu i systemowi cen, oszczędnościom i obiegowi pieniężnemu oraz zestawił plany finansowe na II półrocze 1946 i I półrocze 1947. Z dniem 30 grudnia 1946 objął stanowisko zastępcy dyrektora Działu Stabilizacji i Rozwoju Gospodarczego w Departamencie Gospodarczo-Społecznym Sekretariatu ONZ w Nowym Jorku, wszedł także w skład Międzynarodowej Rady Konsultacyjnej powołanej przez Międzynarodowy Bank Odbudowy i Rozwoju. Jako ekspert ekonomiczny doradzał rządowi Izraela (1950) i Meksyku (1953). W 1954 wydał książkę Theory of Economic Dynamics. An Essay on Cyclical and Long-Run Changes in Capitalist Economy opartą na tekstach wcześniejszych, ale zmodyfikowaną i rozszerzoną. W 1954 uznał, że przygotowane zmiany organizacyjne jego działu ograniczają jego kompetencje i zrezygnował z dniem 1 stycznia 1955 z pracy w ONZ.

### Ponownie w Polsce
W lutym 1955 zamieszkał wraz z żoną w Warszawie. Początkowo został doradcą ówczesnego wicepremiera Hilarego Minca. W październiku 1956 został wiceprzewodniczącym rządowej komisji, która miała sformułować propozycje odpowiedniego ukształtowania tworzących się oddolnie rad robotniczych. W styczniu 1957 wszedł w skład Komisji Planowania przy Radzie Ministrów, został także członkiem Rady Ekonomicznej przy Radzie Ministrów (działającej do 1961). We wrześniu 1957 został przewodniczącym Komisji Głównej Planu Perspektywicznego, w październiku 1957 przewodniczącym polskiej delegacji do Komisji Ekonomicznej RWPG. Doradzał także rządom Indii (1959-1960) i Kuby (1960). Od lat 60. jego relacje z decydentami politycznymi w Polsce pogarszały się. W 1962 skrytykował założenia planu pięcioletniego na lata 1966–1970. Z końcem 1963 odszedł z Komisji Planowania, w lipcu 1964 ze stanowiska w Komisji Ekonomicznej RWPG.
W czerwcu 1956 otrzymał tytuł profesora zwyczajnego, został zatrudniony w Instytucie Ekonomii Polskiej Akademii Nauk. W 193 opublikował książkę Zarys teorii wzrostu gospodarki socjalistycznej. Od października 1961 pracował w Szkole Głównej Planowania i Statystyki, od 1962 jako profesor zwyczajny w Katedrze Ekonomii Politycznej. Kierował Międzyuczelnianym Zakładem Problemów Gospodarki Krajów Słabo Rozwiniętych SGPiS i Uniwersytetu Warszawskiego (do likwidacji w 1968). Od 1960 do likwidacji 1968 przewodniczył Komitetowi Badań nad Zagadnieniami Społecznymi Polski Ludowej PAN.
W grudniu 1965 doznał zawału serca. W wyniku antysemickiej nagonki w 1968 złożył w październiku tego roku rezygnację z zajmowanych stanowisk i przeszedł na wcześniejszą emeryturę. Zmarł na udar mózgu.

#### Wyróżnienia
W 1958 został członkiem korespondentem Polskiej Akademii Nauk, w 1966 roku został członkiem rzeczywistym akademii. Otrzymał doktorat honoris causa Uniwersytetu Warszawskiego (1964) i Wyższej Szkoły Ekonomicznej we Wrocławiu (1965). W 1968 został członkiem zagranicznym Churchill College w Cambridge. Był laureatem nagrody państwowej I stopnia (1966, za pracę Zarys teorii wzrostu gospodarki socjalistycznej) oraz Nagrody im. Oskara Langego (1967) przyznawanej przez Polskie Towarzystwo Ekonomiczne. Został również odznaczony Orderem Sztandaru Pracy I klasy (1964) oraz Krzyżem Oficerskim Orderu Odrodzenia Polski.
W 1970 r. był kandydatem do Nagrody Nobla w dziedzinie ekonomii.

## Poglądy
Prace naukowe Kaleckiego dotyczyły analizy cykli koniunkturalnych, efektywności inwestycji, teorii dochodu narodowego, teorii wzrostu w gospodarce socjalistycznej, ekonometrii i metodologii planowania.
W 1933 opublikował Próbę teorii koniunktury (1933), w której podjął kwestię wpływu popytu globalnego na rozmiary i strukturę dochodu narodowego, wskazując w niej na decydującą rolę inwestycji. Swoje tezy, występujące później w The General Theory of Employment, Interest and Money Johna Maynarda Keynesa (wyd. 1936), pogłębił, wbudowując je w model niedoskonałej konkurencji. W Theory of Economic Dynamics (1954) zawarł syntezę badań nad procesami wzrostu gospodarki rynkowej. W swoich analizach problemów ekonomicznych krajów rozwijających się zwracał uwagę na centralne znaczenie reformy rolnej oraz opodatkowania właścicieli ziemskich i klasy średniej. Był sceptyczny wobec potencjału inwestycji zagranicznych jako środka stymulującego rozwój ekonomiczny. Interesowała go matematyka, którą zajął się naukowo pod koniec swej aktywności twórczej. W wieku 66 lat uzyskał wybitne wyniki w teorii liczb, m.in. związane z twierdzeniami o asymptotycznej gęstości liczb pierwszych.

## Publikacje
- Próba teorii koniunktury (1933)
- Szacunek dochodu społecznego w roku 1929 (1934, z Ludwikiem Landauem)
- Dochód społeczny w roku 1933 i podstawy badań periodycznych nad zmianami dochodu (1935, z Landauem)
- A Macrodynamic Theory of Business Cycles (w: Econometrica, nr 3/1935)
- The Determinants of Distribution of the National Income (w: Econometrica, nr 6/1938)
- Essays in the Theory of Economic Fluctuations (1939)
- Płace nominalne i realne (1939)
- Studies of Economic Dynamics (1943)
- Theory of Economic Dynamics. An Essay on Cyclical and Long-Run Changes in Capitalistic Economy (1954), wyd. polskie Teoria dynamiki gospodarczej. Rozprawa o cyklicznych i długofalowych zmianach gospodarki kapitalistycznej (1958)
- Prace z teorii koniunktury 1933-1939 (1962)
- Zarys teorii wzrostu gospodarki socjalistycznej (1963)
- Dzieła (1979–1980, 2 tomy)